# Венера в хутрі

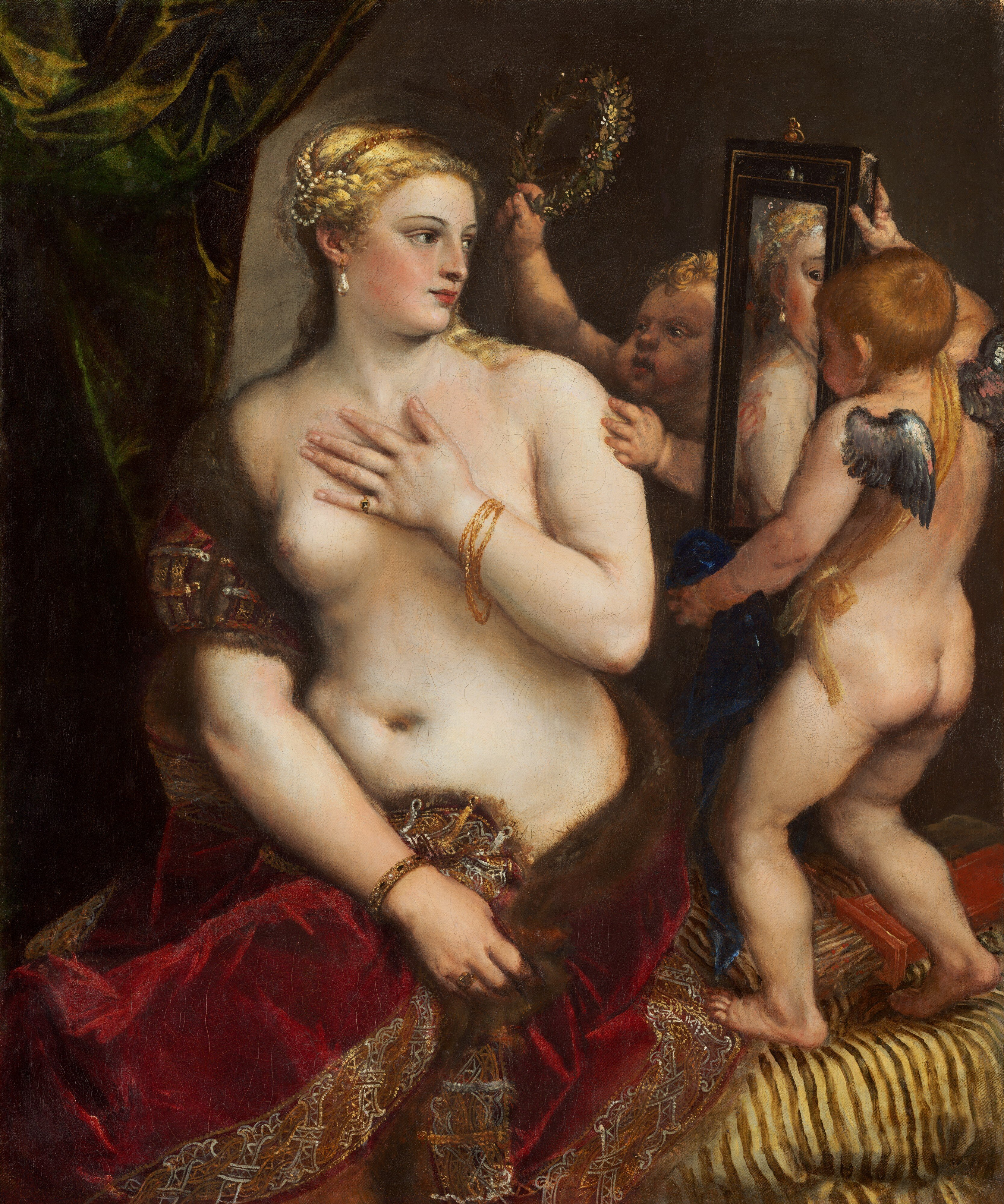
Тіціан «Венера перед дзеркалом», 1555, яка послужила ідеєю до повісті Венера в хутрі

«Вене́ра в хутрі» (нім. Venus im Pelz) — роман австрійського письменника Леопольда фон Захера-Мазоха, найвідоміший його твір. Після журнальної публікації у 1869 році повість увійшла до першого тому циклу «Спадок Каїна» (виданого у 1870 році).

## Сюжет
Історія обрамлення стосується чоловіка, який мріє поговорити з Венерою про кохання, поки вона носить хутра. Неназваний оповідач розповідає про свої сни другу Северину, який розповідає йому, як позбутися свого захоплення жорстокими жінками, прочитавши рукопис «Мемуари надчуттєвого чоловіка».
Цей рукопис розповідає про чоловіка, Северина фон Кусімського, який настільки захопився жінкою, Вандою фон Дунаєв, що просить стати її рабом і заохочує її поводитися з ним все більш принизливим способом. Спочатку Ванда не розуміє прохання і не погоджується на нього, але трохи надавши Северину сміливості, вона вважає переваги методу цікавими і з ентузіазмом приймає цю ідею, хоча водночас зневажає Северина за те, що він дозволив їй це зробити.
Северін описує свої почуття під час цих переживань як надчуттєвість. Северин і Ванда їдуть до Флоренції. По дорозі Северин бере загальне ім'я російського слуги «Грегор» і роль слуги Ванди. У Флоренції Ванда жорстоко поводиться з ним, як зі слугою, і наймає тріо африканських жінок, щоб домінувати над ним.

Відносини приходять до кризи, коли Ванда зустрічає чоловіка, якому вона хотіла б підкоритися, байронічного героя, відомого як Алексіс Пападополіс. Наприкінці книги Северин, принижений новим коханим Ванди, втрачає бажання підкоритися. Він каже про Ванду:
Та жінка, якою її створила природа, а чоловік зараз її виховує, є ворогом чоловіка. Вона може бути лише його рабинею чи деспотом, але ніколи його супутником. Такою вона може стати лише тоді, коли матиме такі ж права, як він, і буде рівною йому в навчанні та роботі.

## Адаптації у кіно
- 1967 «Вене́ра в хутрі» Йосипа Марцано
- 1968 «Вене́ра в хутрі» (La Malize di venere) Масімо Далямано з Лаурою Антонеллі
- 1969 «Вене́ра в хутрі» іспанського режисерра Ісуса Франко
- 1985 «Спокуса: жорстока жінка» Ельфі Мікеша та Моніки Тройт
- 1995 «Вене́ра в хутрі» Мартен Зайферт і Віктор Ніонвенгіус
- 2013 «Венера в хутрі» (La Vénus à la fourrure) Романа Полянського

## В культурі
- На основі цієї повісті була написана пісня гурту «The Velvet Underground» Venus in Furs.
- «Here She Comes Now/Venus in Furs» — спільний сингл американських рок-гуртів «Nirvana» та «The Melvins».
- «Венера в російському хутрі» — повість Тетяни Бронзової.